# Tanak Beaq
Tanak Beaq is een bestuurslaag in het regentschap Centraal-Lombok van de provincie West-Nusa Tenggara, Indonesië. Tanak Beaq telt 5563 inwoners (volkstelling 2010).